# Calcanten-Glocke
Die Calcanten-Glocke (auch Calcanten-Glöcklein, Kalkantenglocke, Kalkantenwecker oder Balgglocke) ist ein historischer Registerzug an der Orgel, der eine kleine Glocke läutete – für den  Balgtreter das Zeichen, den Blasebalg wieder mit Luft zu füllen, so dass der Organist mit dem Spiel beginnen konnte.

## Hintergrund

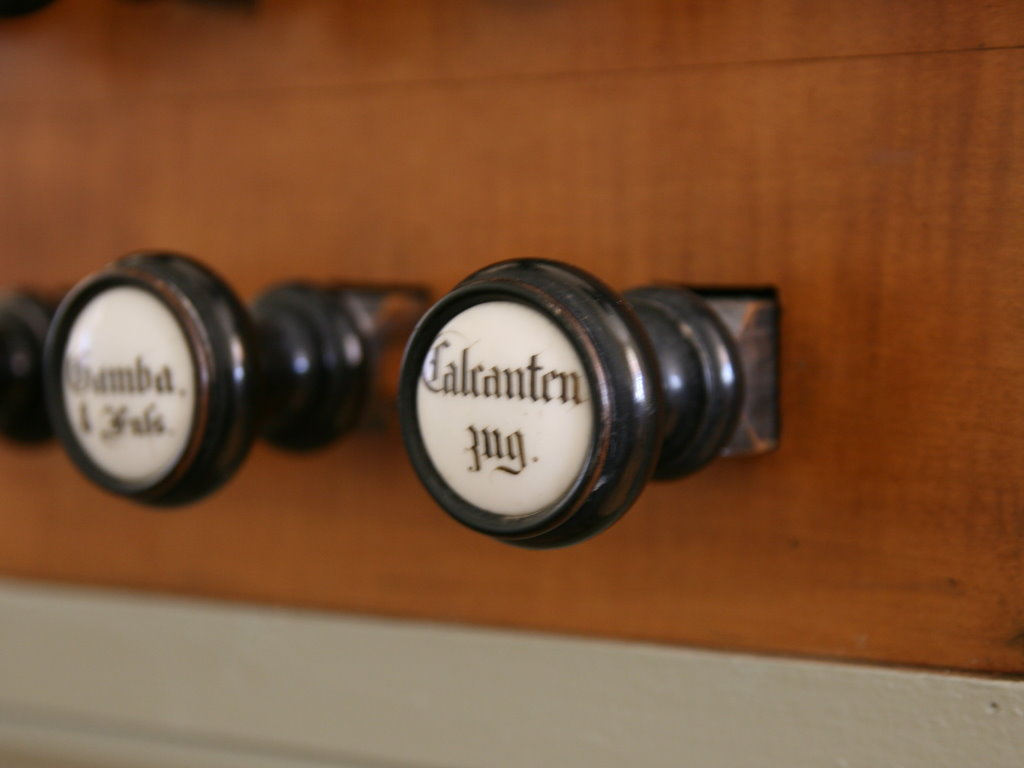
Calcantenzug am Spieltisch der Ratzmann-Orgel in der Dorfkirche Pessin

Bei einer längeren Spielpause der Orgel im Gottesdienst leerten sich allmählich die Bälge des Windwerks. Da die Balgtreter manchmal während des Gottesdienstes einschliefen oder sich von ihrer Position entfernten, musste der Organist ihnen ein Zeichen geben, die Bälge wieder mit Luft zu füllen. Dieser Vorgang dauerte einige Sekunden, so dass das Zeichen rechtzeitig vor dem Orgeleinsatz gegeben werden musste.

## Technische Erneuerung
Nach Einführung von elektrischen Radialventilatoren übernimmt heutzutage der An-/Aus-Schalter diese Funktion. Die typische Vorlaufzeit einer Orgel bleibt bestehen. An manchen historischen Orgeln ist der ursprüngliche Kalkantenzug noch erhalten oder bei einer originalgetreuen Restaurierung wiederhergestellt worden.

## Orgeln mit historischer Kalkantenglocke
- Orgel der Kirche Althen von Urban Kreutzbach, 1855
- Buchholzorgel in Groß Bünzow
- Egedacherorgel im Kloster Vornbach
- Orgel der Kirche Bangstede von Johann Gottfried Rohlfs, 1794/1795
- Orgel der Pfarrkirche St. Antonius (Saarhölzbach) von Gebr. Späth, Baujahr 1903
- Orgel der St.-Bartholomäus-Kirche in Schwegenheim von Gustav Schlimbach aus 1860[5]